# Laurindo Guizzardi
Laurindo Guizzardi, CS (Nova Bassano, 7 de julho de 1934 - Foz do Iguaçu, 22 de fevereiro de 2021) foi um bispo católico brasileiro.

## Biografia
Laurindo Guizzardi, nascido em 7 de julho de 1934, no município de Nova Bassano, RS, filho do casal Luiz Guizzardi e Cecília Parizotto Gizzardi, foi um sacerdote, bispo e acadêmico do século XX.
Realizou os primeiros estudos na terra natal e, aos 10 anos de idade, entrou no seminário "São Carlos" em Guaporé, RS. Em 1954 iniciou os estudos de Filosofia em São Paulo. Já em setembro do mesmo ano, viajou para a Europa e cursou filosofia e teologia na Universidade Gregoriana de Roma. Ordenado padre em 20 de dezembro de 1959, voltou para o Brasil no ano seguinte e lecionou filosofia em São Paulo. Transferido para o Rio Grande do Sul em 1961, trabalhou por 10 anos no seminário em Guaporé. 
Então, dividindo o tempo entre o trabalho escolar e o estudo, cursou a faculdade de letras na Universidade de Passo Fundo. Em 1971, assumiu a paróquia "Santo Antônio" de Guaporé, e nela permaneceu até 1973, quando foi nomeado superior Provincial dos Missionários de São Carlos do Rio Grande do Sul, Santa Catarina e sudoeste do Paraná. No exercício desse cargo, promoveu a abertura de missões entre os migrantes brasileiros no Paraguai e entre os "candangros" do Distrito Federal. 
No capítulo geral, realizado em São Paulo em 1974, foi eleito vigário geral da Congregação e passou a residir em Roma. No desempenho dessa nova missão visitou vários países da Europa e da América, realizando inclusive uma viagem de estudo na Terra Santa.
Tendo regressado ao Brasil no final de 1980, foi nomeado reitor do Seminário Filósofo Interprovincial de Curitiba e lá trabalhou até o dia 10 de fevereiro de 1981, quando foi destinado pelo Papa João Paulo II a reger a diocese de Bagé em 4 de fevereiro de 1982. Com a morte de Angelo Félix Mugnol apenas oito dias depois, sucede-lhe como Bispo de Bagé. O Arcebispo de Porto Alegre, João Cláudio Colling, o consagrou em 18 de abril do mesmo ano; Os co-consagrantes foram Benedito Zorzi, Bispo de Caxias do Sul, e Jayme Henrique Chemello, Bispo de Pelotas. Seu lema episcopal era Omnia propter electos.
Em 28 de novembro de 2001 foi nomeado Bispo de Foz do Iguaçu. No dia 20 de outubro de 2010, o Papa Bento XVI aceitou seu pedido de renuncia por limite de idade ao governo da Diocese de Foz do Iguaçu.
Morreu em 22 de fevereiro de 2021 no Hospital Unimed em Foz do Iguaçu, aos 86 anos de idade, enquanto tratava uma neoplasia maligna (carcinoma neuroendócrino), um tipo de câncer.

## Publicações
Publicou o livro Nova Bassano: das origens ao raiar do século XX.
Publicou o livro História da Diocese de Foz do Iguaçu.